# Axel Groehl

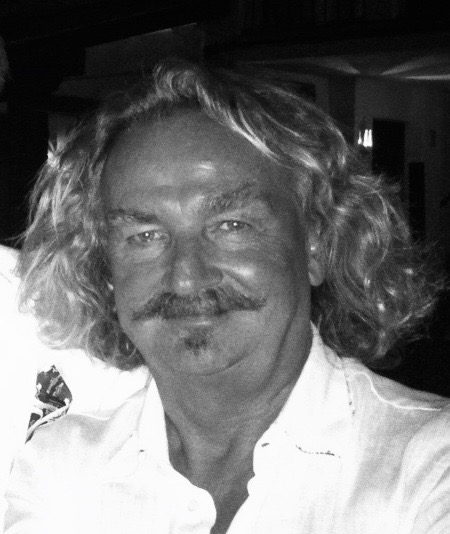
Axel Groehl im Jahr 2013

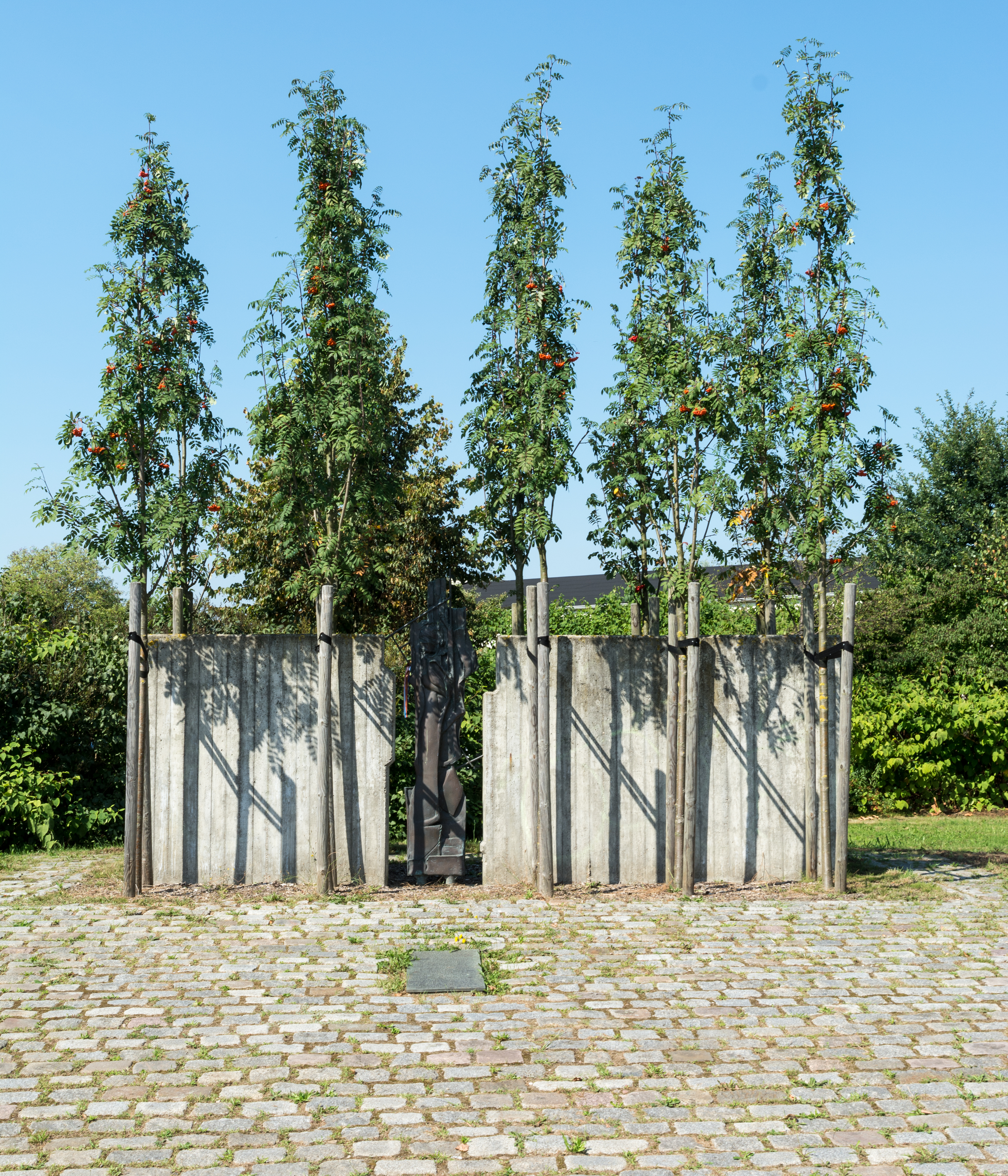
„Mahnmal KZ Gedenkstätte Deutsche Werft“

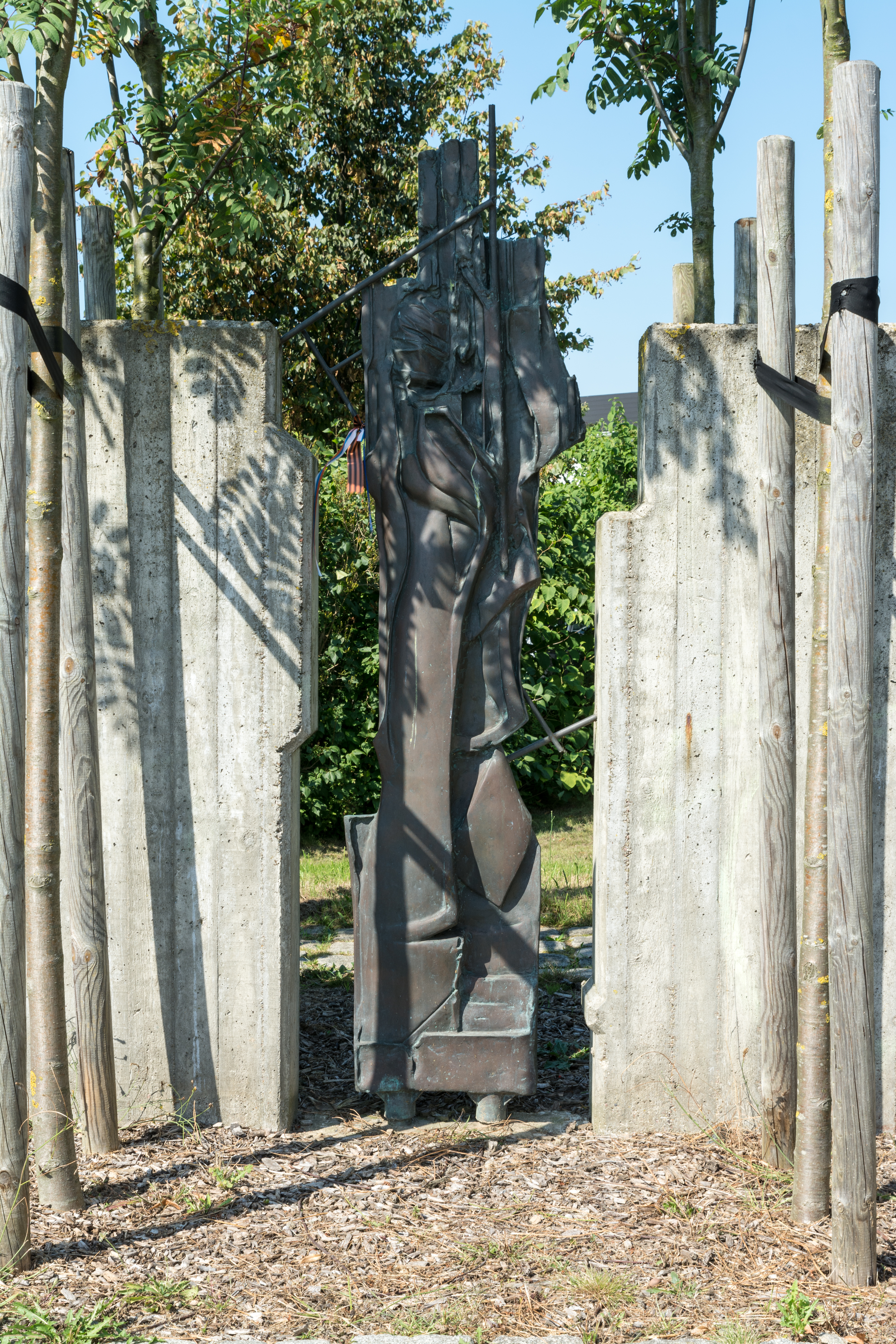
„Mahnmal KZ Gedenkstätte Deutsche Werft“

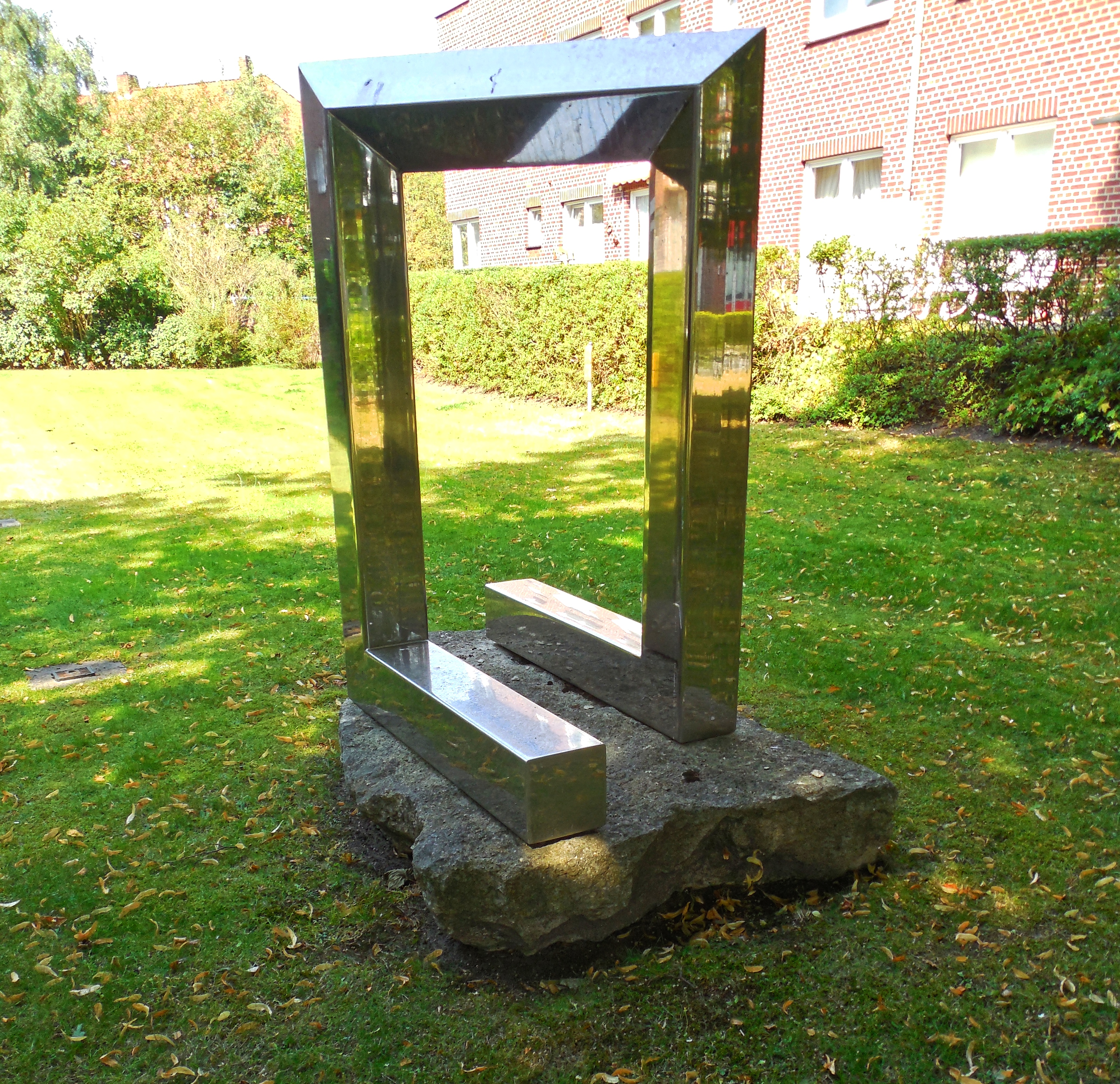
„Jenseits der Zeit“

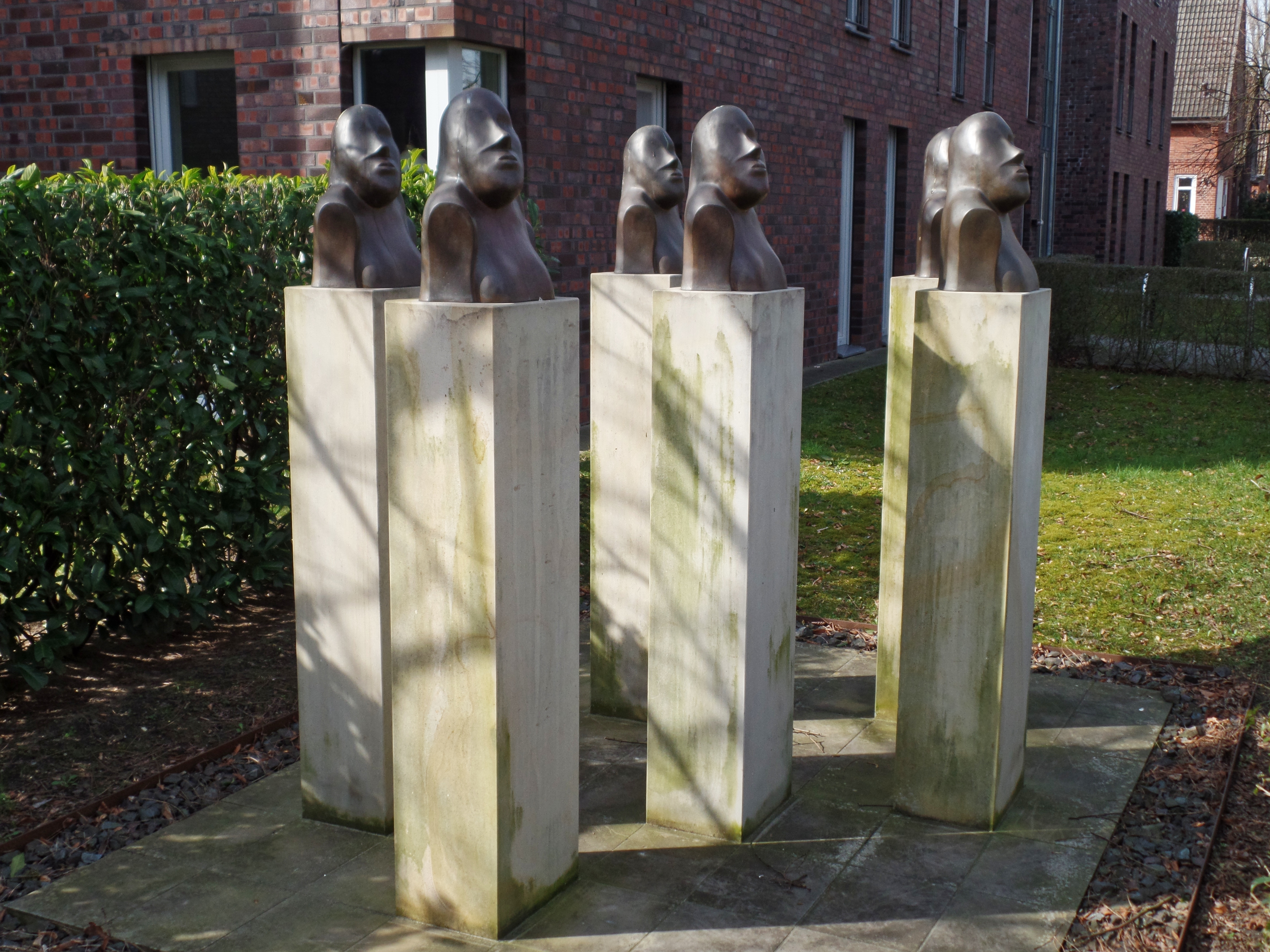
„Die Bürger“ (6 männliche)

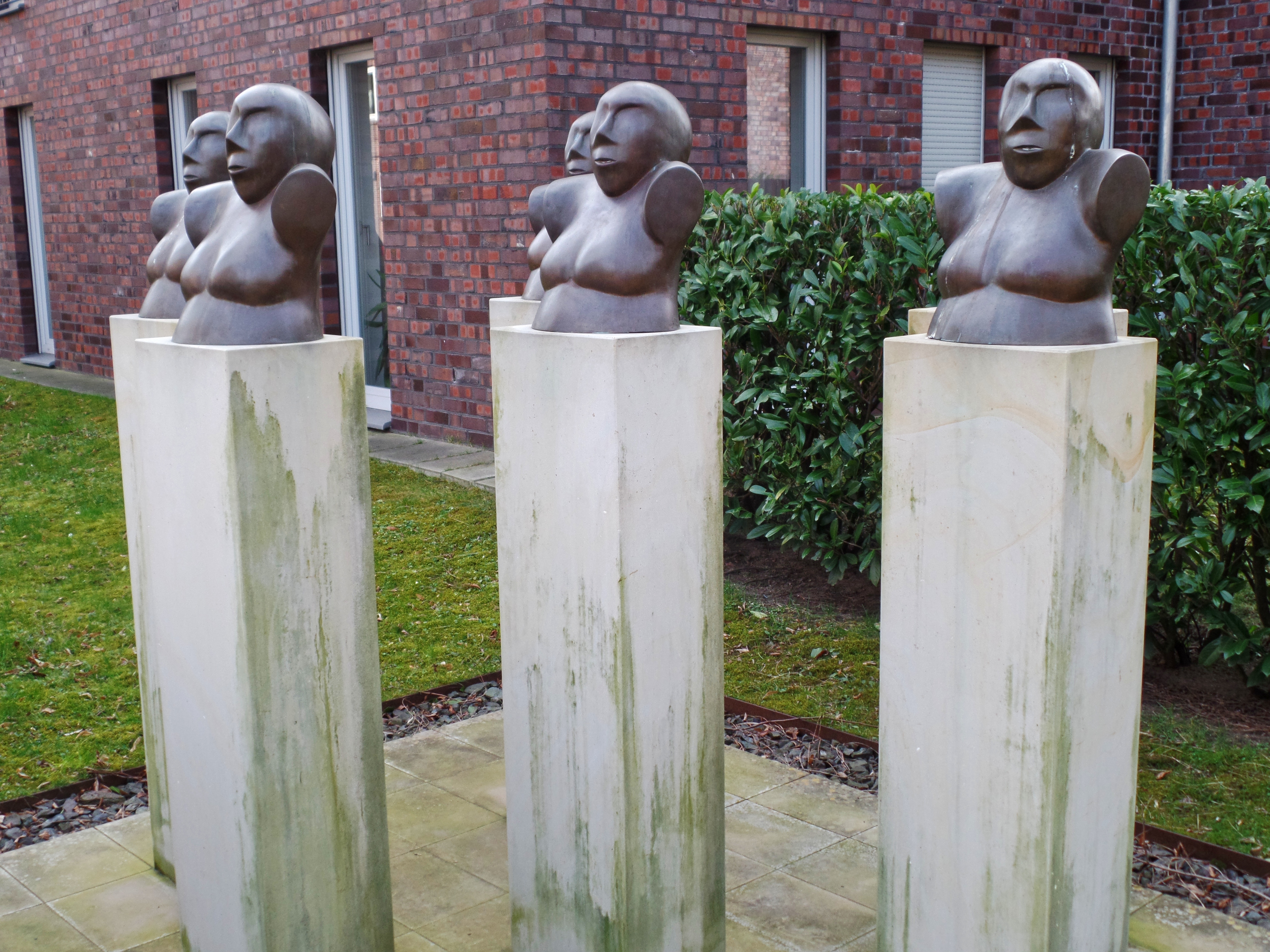
„Die Bürger“ (6 weibliche)

Axel Groehl (* 10. September 1953 in Worms) ist ein deutscher Maler, Bildhauer und Bühnenbildner.

## Leben
Groehl studierte freie Kunst an den Kunsthochschulen in Mainz von 1970 bis 1973 bei Rembert Albert und in Hamburg von 1978 bis 1983. Er war Meisterschüler bei André Gérard und Assistent für Bühnenbild und Filmarchitektur bei Gerd Krauss.
1982 war er Mitbegründer der Künstlervereinigung „Atelier Violett“.
1983 schuf er das Bühnen- und Kostümbild zur Neuinszenierung von Collodis „Pinocchio“ im Theater „Haus im Park“ in Hamburg.
1984 war er Architekt mehrerer Filmprojekte, u. a. für Axel von Ambesser im „Studio Hamburg“.
Seit 1985 ist er freischaffender bildender Künstler.
Axel Groehl lebt und arbeitet in Hamburg, die Jahre 2003 bis 2006 arbeitete er in Cincinnati, USA. Er war dort Mitglied im Cincinnati Art Club. Er ist Initiator und Mitbegründer des Kunstpreises Finkenwerder und war mehrere Jahre Kuratoriums-Mitglied.

## Werk
Das Werk von Axel Groehl umfasst mehrere große Zyklen. Betrachtet man diese, können interessante künstlerische Schritte und die dabei verfolgte Entwicklung beobachtet werden. Die Inszenierung seines Werkes folgt der Maxime, den Blick zu öffnen in die menschlichen Ebenen, die das Werk auf die Betrachter projiziert.

## Werke und Zyklen (Auswahl)
- „American Skin“ 1986–1988
- „Herzsprung“ 1993–1994
- „Shadow“ 1995–1996, 2004–2005
- „Von Banalitäten zu feierlichen Ereignissen“ 1999–2002
- „Französische Revolution“ 1993–2003
- „Babylon“ 2003–2005
- „37 Cent“ 2008
- „Französische Revolution“ seit 2015

## Auszeichnungen
- "Honorable Mention Award" 2004, Fitton Center for Creative Arts, Ohio, USA

## Kunstwerke im öffentlichen Raum
- „Mahnmal KZ Gedenkstätte Deutsche Werft“, Beton/Bronze/Ebereschen, Hamburg, 1998
- „Aqua Viva“, Bronze/Blue Imperial Marmor, Brunnenanlage, Hamburg, 1999
- „Wie Geht’s?“, Bronze/Blue Imperial Marmor, Raumskulptur, Hamburg, 2000
- „Jenseits der Zeit“, Edelstahl poliert/Dietfurter Kalkstein, Denkmal, Hamburg, 2001
- „Lichterloh“, Bronze, Raumskulptur, München, 2003
- „Die Bürger“, Bronze/Sandstein, Skulpturen-Gruppe, Hamburg, 2008
- „Hinni“, Bronze/Granit, Skulptur, Hamburg, 2011

## Ausstellungen (Auswahl)
- Museum für Hamburgische Geschichte – „Französische Revolution“
- Fitton Center for Creative Arts, Hamilton, USA – „Babylon“; Auszeichnung
- The Mockbee Art Gallery, Cincinnati, USA – „Did you forget“
- Gorch Fock Halle, Hamburg – „Retrospektive“; Auszeichnung zum Künstler der Elbstädte HF
- Wissenschaftliche Hochschule für Unternehmensführung (WHU), Vallendar – „Von Banalitäten zu feierlichen Ereignissen“. Claudia Becker, Redakteurin des Feuilleton Berliner Morgenpost schreibt „… der Hamburger Künstler zelebriert mit seinen überdimensionalen Darstellungen der einfachsten Dinge des Lebens die Sensation des Alltäglichen. …“
- Esplanade Galerie, Berlin